# 磯谷久次
磯谷 久次（いそがい ひさつぐ、生年不明 - 天正6年2月9日（1578年3月17日））は、戦国時代から安土桃山時代にかけての武将。室町幕府末期の幕臣。姓は磯貝とも書く。

## 来歴
磯谷氏は近江国志賀郡山中の土豪。久次は立入宗継の舅であったことから朝廷や公家とのつながりが深く、永禄7年（1564年）と永禄10年（1567年）には織田信長に上洛を促すべく正親町天皇の勅使となった宗継に随伴し、翌永禄11年（1568年）には万里小路惟房の使者として信長に謁見して上洛後の禁中警固を要請している。
また、久次は同じ幕臣である明智光秀に寄騎として属しており、元亀3年（1572年）11月15日、息子の千世寿（彦四郎）が元服した際には山岡景佐と吉田兼見が烏帽子親に、光秀が名付け親となっている。
天正元年（1573年）2月6日、足利義昭が挙兵した際、久次は渡辺昌や山本対馬守とともに義昭に与して今堅田城に兵を入れるが、2月29日、光秀に攻められて降伏した（石山城・今堅田城の戦い）。
同年7月23日、再び義昭が挙兵した際、久次は昌とともに一乗寺城に立て籠もるが稲葉一鉄に攻められて退去し、紀伊の山中に逃亡した。
天正6年（1578年）2月9日、吉野に潜伏していたところを土民によって討たれ、その首級は安土に送られた。